# Donacia brevicornis
Donacia brevicornis  (лат.) — вид жуков-листоедов из подсемейства радужниц. Распространён в Европе и Алжире. Кормовым растением является камыш озёрный Scirpus lacustris.
Имаго длиной 9—10 мм. Верхняя сторона тела тёмно-медная или пурпурно-красная, шелковисто-блестящая. На задних бёдрах имеется один мелкий зубчик.